# لاري دالتون
لاري دالتون (بالإنجليزية: Larry Dalton)‏ هو كيميائي أمريكي، ولد في 25 أبريل 1943 في بيلبريه في الولايات المتحدة.